# Centauro
«Чентауро» (итал. Centauro) — итальянская боевая машина с тяжёлым вооружением, часто классифицируемый также как истребитель танков.
Создан концерном Iveco FIAT Oto Melara по заказу Армии Италии на роль разведывательной машины, способной также к борьбе с вражеской бронетехникой. Серийное производство «Чентауро» осуществлялось с 1991 года по 2006 год, всего было выпущено 484 машины этого типа, часть из которых, помимо Италии, была экспортирована Испании.
Помимо бронеавтомобиля, на общей с ним базе была создана боевая машина пехоты «Фреччиа», состоящая на вооружении Армии Италии, а также бронетранспортёр, не вышедший за стадию прототипа.

## Использование независимой подвески
Независимая подвеска, использованная на этой машине, стала основой для разработки независимой передней подвески для Iveco Stralis.

## Модификации
- B1 Centauro — базовая серийная модификация. В 1980-х годах итальянская армия выработала тактико-технические требования к перспективному семейству гусеничных и колесных бронированных боевых машин, которые планировалось поставить на производство в 1990-х годах. В состав этого семейства предусматривалось включить четыре типа таких машин: основной танк Ariete, гусеничную БМП Dardo, колесный истребитель танков Centauro с колесной формулой 8×8 и многоцелевой бронированный автомобиль Puma (с колесной формулой 4×4 и 6×6). Требования к колесному истребителю танков сформулировали в начале 1984 года. Планировалось создание высокомобильной колесной боевой машины со 105-мм нарезной пушкой стандарта НАТО. При этом Centauro должен был иметь высокую скорость на дорогах для повышения стратегической подвижности войск, большой запас хода, высокую проходимость по пересеченной местности и компьютеризированную систему управления огнем СУО, имеющую много общего с СУО компании Officine Galileo для основного танка Ariete.  Первый опытный образец истребителя танков был готов в январе, а второй - в середине 1987 г. В декабре уже четыре машины проходили испытания. Всего построили девять опытных образцов. Один корпус использовался для баллистических испытаний. Параллельно выпускалась предсерийная партия из десяти машин, которая была полностью готова в конце 1989 г. Производство первой партии Centauro для итальянской армии началось в конце 1990 г. и завершилось в следующем году.  Первоначально армия планировала заказать 450 машин, но затем заказ сократили до 400 единиц. Серийные «кентавры» значительно отличались от опытных образцов. В частности, у них было усовершенствовано вооружение, улучшена боеукладка, изменена конфигурация кормовой части башни, вместо откидной аппарели в корме оборудовали дверь, более удобным стало размещение экипажа.В 1993 г. британские компании BAE Systems и RO Defence разработали динамическую защиту ДЗ Romor-A для машин легкого класса. В том же году были готовы 20 комплектов этой ДЗ, предназначенной для Centauro, причем десять комплектов поставили в Италию, а остальные - в Сомали. Впоследствии выяснилось, что предложенный пакет ДЗ Romor-A для машин легкого класса реально не работает. Позже специально для Centauro создали новый пакет пассивной брони, устанавливаемой на корпус и башню машины для повышения ее защищенности от огня стрелкового оружия. Как оказалось, речь шла о панелях керамической брони, разработанной консорциумом IVECO-Otobreda совместно с компаниями Германии и Голландии.  Последние поставки колесных истребителей танков Centauro в итальянскую армию были осуществлены в конце 1996 г.   В середине 1999 г. Министерство обороны Испании заключило с консорциумом IVECO-Otobreda контракт на 70 млн. долл. США, который предусматривал поставку 22 истребителей танков Centauro, их сервисное обслуживание и обучение специалистов. Новые машины были поставлены в Испанию в конце 2000 г. и получили там обозначение VRC-105. Они поступили на вооружение 8-го легкого кавалерийского полка испанских сил быстрого реагирования. Испания сначала планировала заказать еще партию таких машин, но потом передумала.  Корпус и башня колесного истребителя танков цельносварные, выполнены из броневой стали толщиной 8 мм. Сверху к бронекорпусу и башне на болтах крепятся панели керамической брони толщиной 38 мм. По заявлениям разработчиков, в комплексе это обеспечивает защиту экипажа от огня основных видов стрелкового оружия и осколков снарядов. Лобовая проекция машины защищена от бронебойных снарядов автоматических пушек калибром до 20 мм, остальные проекции - от 12,7-мм пуль. Однако, не указывается, на каких дальностях. Кстати, подобный пакет отечественной разработки на БТР-80 обеспечивает защиту от 14,5-мм пуль БЗТ и БЗТ-44М с дальности от 30 м.   Водитель размещается в корпусе машины впереди с левой стороны, справа от него расположено силовое отделение, отгороженное от внутреннего пространства машины несгораемой переборкой. У водителя имеется люк, крышка которого открывается влево. Для наблюдения за дорожной обстановкой служат три перископических прибора наблюдения, средний из которых может быть заменен на пассивный прибор ночного видения MES VG/DIL.  Башня установлена на крыше корпуса ближе к кормовой части машины. Командир машины размещается в ней с левой стороны от пушки, наводчик - с правой, заряжающий -впереди и немного ниже наводчика. Место командира оборудовано четырьмя перископическими приборами наблюдения, обеспечивающими обзор вперед, по сторонам и назад.  Панорамный командирский прицел смонтирован перед командирским люком. Он обеспечивает круговое наблюдение без поворота головы.  Наводчик может покинуть машину через люк заряжающего, крышка которого открывается назад. С правой стороны башни установлены пять перископических приборов наблюдения, которыми могут пользоваться как наводчик, так и заряжающий. Башня Centauro выполнена как единый модуль. Она выпускается компанией Otobreda в г. Па Специа и поставляется полностью подготовленной к установке на шасси.  Основное оружие истребителя танков Centauro включает в себя 105-мм нарезную пушку Otobreda с длиной ствола 52 калибра и длинным откатом (максимальная длина 750 мм). Для стрельбы могут использоваться все типы стандартных 105-мм натовских выстрелов для танковых орудий L7 и М68, включая выстрелы с бронебойно-подкалиберными (APFSDS) снарядами. Пушка имеет вертикальный клиновой затвор с полуавтоматикой, остающийся открытым после экстракции гильзы. Кроме того, она оснащена многокамерным дульным тормозом, теплоизоляционным кожухом и эжекционным устройством для продувки канала ствола, а также системой контроля его изгиба. Ствол изготовлен с использованием технологии автофретирования.  Боекомплект пушки составляет 40 выстрелов, 14 из которых размещаются в башне, а остальные - в корпусе машины. Спаренный 7,62-мм пулемет MG 42/59 установлен слева от пушки. Еще один такой же пулемет расположен на крыше башни в качестве зенитного. С обеих сторон башни смонтировано по блоку из четырех 76-мм дымовых гранатометов. Отстрел гранат осуществляется при помощи электроспуска.  Приводы пушки и башни - электрогидравлические, с ручным дублированием. Углы возвышения пушки составляют от -6° до +15°, что несколько меньше, чем на основных танках западного производства из-за принятого расположения башни и ее низкого профиля.  Centauro оснащен СУО Officine Galileo TURMS (Tank Universal Reconfigurable Modular System) - такой же, как и на основном танке Ariete. Основными ее компонентами являются панорамный дневной прицел командира со стабилизированной в двух плоскостях линией прицеливания, перископический комбинированный (дневной/ночной) прицел наводчика со стабилизированной линией прицеливания и встроенным лазерным дальномером, цифровой баллистический вычислитель, комплект датчиков условий стрельбы, система учета изгиба ствола и пульты управления командира, наводчика и заряжающего.  Прицел командира имеет фиксированное 2,5- и 10-кратное увеличение. Углы качания его головного зеркала составляют от -10° до +60°, угол поворота головки прицела по горизонтали -    360°. Для наблюдения и ведения огня ночью у командира имеется телемонитор, на который выводится изображение с тепловизионного прицела наводчика.  Установленный на крыше башни прицел наводчика объединяет четыре основных модуля (головное стабилизированное зеркало, оптический дневной канал, лазерный приемопередатчик и тепловизор) в одном корпусе.  Дневной канал имеет 5-кратное увеличение, а тепловизионный обеспечивает вывод на монитор двух полей зрения - широкого и узкого.  Цифровой баллистический вычислитель производит вычисление исходных установок для стрельбы, управляет действием всех подсистем СУО (оптическим прицелом, лазерным дальномером, сервоприводами), а также датчиками условий стрельбы, встроенными системами контроля работоспособности СУО SITE и обучения экипажа. Он также обеспечивает переконфигурацию алгоритмов работы системы из нормального режима в режимы дублирования в случае ее частичных отказов.  В систему управления огнем включены три основных датчика условий стрельбы: метеорологический, курсового угла и износа канала ствола.  У наводчика в качестве резервного установлен телескопический прицел Officine Galileo OG С-102 с 8-кратным увеличением и тремя прицельными шкалами, которые переключаются вручную.  Несмотря на то, что 105-мм пушка Centauro стабилизирована, в итальянской армии основным способом стрельбы из этой машины является ведение огня с короткой остановки. Причина использования такого способа ведения огня состоит в том, что обеспечение высокой точности стабилизации оружия на колесном шасси значительно сложнее, чем из гусеничного шасси. В полном объеме данную проблему удалось решить лишь немногим производителям бронетехники, и итальянцы в их число пока не вошли.  На Centauro установлен V-образный 6-цилиндровый 4-тактный многотопливный дизельный двигатель жидкостного охлаждения IVECO VTCA с турбонаддувом, развивающий мощность 520 л.с. при 2300 об./мин.  Для машины с боевой массой 25 тонн этот двигатель обеспечивает хорошую удельную мощность - 20,8 л.с./т.  Двигатель соединен с немецкой автоматической коробкой передач (АКП) ZF 5 HP 1500, обеспечивающей пять передач переднего и две заднего хода. АКП, в свою очередь, обеспечивает передачу крутящего момента на раздаточную коробку ZF. Раздаточная коробка и АКП производятся в Италии в г. Больцано по лицензии. Весь силовой блок на Centauro может быть заменен в течение 20 мин.  От трансмиссии крутящий момент передается на дифференциал, с которого распределяется на два потока. К каждому борту машины на колесные редукторы он передается посредством карданных валов, карданных передач и конических редукторов
- B1 Centauro 120 mm — Модернизированная модификация с 120-мм гладкоствольной пушкой и улучшенным шасси и изменённой башней, более современным электронным оснащением по сравнению с Centauro 105. Колесный истребитель танков со 120-мм гладкоствольной пушкой впервые демонстрировался на международной выставке вооружений IDEX-03 в г. Абу-Даби. В качестве основного оружия на нем используется 120-мм гладкоствольная пушка Otobreda 120/45 с длиной ствола 45 калибров и коротким откатом. В отличие от предшественника со 105-мм пушкой, на крыше башни новой машины установлены два зенитных пулемета, из них один калибра 12,7 мм с дистанционным управлением. СУО осталась неизменной. При использовании в качестве машины охранения в ней могут разместиться четыре пехотинца, а боекомплект уменьшен до одиннадцати выстрелов.
- B1 Centauro II — модификация с 120/45 мм пушкой в башне HITFACT, два зенитных пулемёта MG 42/59, более современное электронное оснащение по сравнению с Centauro 120 и Centauro 105. Первый прототип Centauro II был закончен изготовлением на головном предприятии Oto Melara в Специи осенью 2015 года и сейчас проходит испытания. Разработка пушечной бронированной машины нового поколения Centauro II (также обозначалась как Nuova Blindo Centauro) с колесной формулой 8х8 осуществляется CIO по выданному в октябре 2010 года контракту министерства обороны Италии, и является идеологическим развитием созданной CIO известной итальянской бронированной машины В1 Centauro со 105-мм пушкой, находившейся в производстве с 1987 года (всего было построено более 500 единиц, из которых 400 поставлены итальянской армии, кроме того поставки осуществлялись в Испанию и Оман).  Интерес к В1 Centauro проявлял еще ряд стран, и в 2000-2002 годах 16 машин проходили испытания в армии США, а в 2012-2014 годах две машины (в вариантах со 105-мм и 120-мм пушками) проходили испытания в России. В настоящее время итальянская армия планирует закупить, если будет выделено соответствующее финансирование, более 100 машин Centauro II для замены части парка машин Centauro (которых в строю итальянской армии остается около 300). Бронированная машина Centauro II имеет ходовую часть, основывающуюся на ходовой части бронетранспортера Freccia (8х8), но при этом новый бронекорпус и новый дизельный двигатель Iveco Vector 8V мощностью более 720 л.с. (против 520 л.с. у старой Centauro и 560 л.с. у Freccia). Боевая масса Centauro II составляет официально 30 тонн (против 24 тонн у Centauro), а фактически, в полностью снаряженном виде, возможно, и больше. Длина корпуса Centauro II составляет 7,4 м, ширина 3,14 м, клиренс 0,4 м. Машина имеет повышенный уровень баллистической и противоминной защиты.  Centauro II оснащена специально разработанной для нее новой башней (боевым отделением) Oto Melara HITFACT II (Highly Integrated Technology, Fire Against Combat Tank), выполненной из алюминиевой брони с дополнительной накладной композитной баллистической защитой. Расчет башни включает трех человек (командир, наводчик, заряжающий), размещаемых в противоминных креслах.  Башня HITFACT II машины Centauro II оснащена 120-мм/45 гладкоствольной пушкой разработки Oto Melara (опционально возможно применение 105-мм/52 пушки). 120-мм/45 пушка имеет высокую баллистику, дульный тормоз и механизмы снижения отдачи, а также оснащена датчиком измерения начальной скорости снаряда. Разработанный для этой пушки 120-мм бронебойный подкалиберный снаряд, как заявляется, имеет бронепробиваемость в 600 мм гомогенной стальной брони (RHA) с дистанции 3000 м (угол не сообщается). Состоящий на вооружении 105-мм бронебойный подкалиберный снаряд бронированной машины Centauro имеет бронепробиваемость в 480 мм RHA с 2000 м. Снаряды в башне HITFACT II размещаются изолированно в кормовом отсеке за противопожарной перегородкой с закрываемой дверцей.  Сообщается, что итальянская армия рассматривает возможность использования в боекомплекте машины Centauro II современных 120-мм выстрелов производства германской группы Rheinmetall, применяемых на танках Leopard 2 - бронебойных подкалиберных DM53A1, многоцелевых DM11 с программируемым взрывателем, осколочно-фугасных RH31 (упрощенный вариант DM11 без программируемого взрывателя) и практических DM78. Успешные испытательные стрельбы этими снарядами из машины Centauro со 120-мм пушкой были проведены в начале 2015 года.  Со 120-мм пушкой на машине Centauro II спарен 7,62-мм пулемет MG-42/59. На крыше башни установлены 12,7-мм пулемет M2 в дистанционно управляемой турели Oto Melara HITROLE Mod. L2R, и 7,62-мм пулемет на ручной турели.  Башня HITFACT II оснащена цифровой электрической системой наведения, дублированной у командира и наводчика.  Командир и наводчик имеют современную систему отображения информации на экранах больших размеров. Командир имеет девять оптических перископов для кругового обзора. Дублированная новая автоматизированная модульная система управления огнем открытой архитектуры включает цифровой вычислитель, автоматическую систему слежения за целью и метеодатчики. Командир имеет новый панорамный стабилизированный прицел Selex ES Attila, включающий цифровую телекамеру с возможностью 10-кратного увеличения, тепловизионную камеру Erica-FF и лазерный дальномер. Наводчик имеет новый стабилизированный прицел Selex ES Lothar-S, включающий, помимо цифровой телекамеры,  тепловизионной камеры третьего поколения Tilde-A и лазерного  дальномера, также и резервный оптический прицел. В башне также устанавливается оборудование танковой информационно-управляющей системы Oto Melara SICCONA (SIstema di Comando, COntrollio e Navigazione).  Также разработан вариант башни HITFACT II с автоматом заряжания 120-мм/45 пушки. Автомат содержит шесть готовых к стрельбе 120-мм снарядов и еще шесть дополнительных выстрелов в системе подачи в задней части башни. Итальянские источники противоречивы относительно того, будет ли фактически автомат заряжания применяться на машинах Centauro II.  Машина Centauro II штатно оснащается новым оборудованием радиоэлектронного подавления радиовзрывателей взрывных устройств. На башне машины также должны быть установлены четыре разработанные Selex ES круглые единые интегрированные антенны системы связи, системы опознавания и навигационной системы (на обнародованных официальных снимках первого прототипа они отсутствуют).
- VBM Freccia — колесная БМП;
- Centauro VBM Recovery — колесная БРЭМ;
- Centauro 155/39 LW Porcupine («Дикобраз») — колесная самоходная гаубица[1];
- Draco — колесная ЗСУ, оснащенная 76-мм автоматической пушкой и РЛС. В 2010 году была проведена демонстрация Centauro с новой башней Draco и системой активной защиты Scudo. Опытно-конструкторские работы планировалось завершить в 2012 году. Первый серийный образец может быть поставлен в 2014 году[2];
- Centauro 120 базовая Centauro с орудием 120мм. Не попала в серийное производство.

## На вооружении
- Италия — 255 единиц B1 Centauro и 8 Centauro II на вооружении по состоянию на 2024 год[3].
- Испания — 84 единицы B1 Centauro на вооружении по состоянию на 2024 год[4].
- Оман — 9 единиц Centauro MGS, по состоянию на 2016 год[5]
- Иордания — 141 единица Centauro B1, выкуплены из запасов ВС Италии.